# Émile Bouneau
Émile Bouneau est un peintre, graveur et médailleur français né le 7 février 1902 à Avignon et mort le 7 janvier 1970 à Paris.
Il est rattaché à l'École de Paris.

## Biographie
Émile Joseph Bouneau naît le 7 février 1902 au 37, rue Saint-Michel à Avignon, ses parents étant Pierre Joseph Bouneau, sellier, et son épouse Camille Catherine née Bourdiaux. Après avoir été élève de l'École des beaux-arts d'Avignon, Émile Bouneau suit, de 1919 à 1925, les cours de l'École nationale supérieure des arts décoratifs de Paris. En 1928, il effectue un grand séjour à San Francisco.

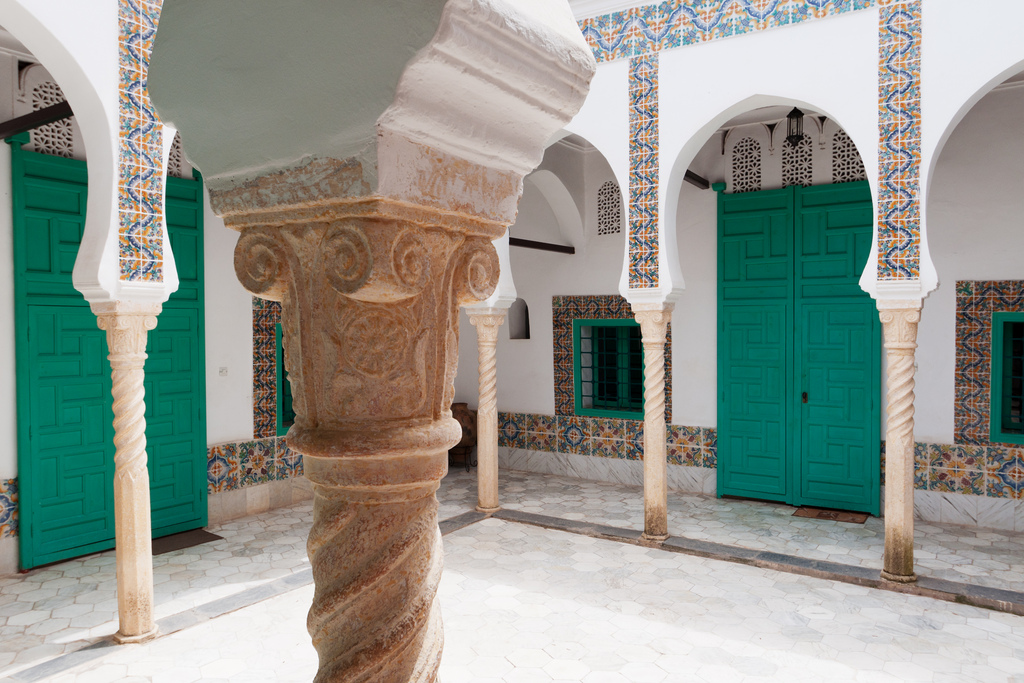
Villa Abd-el-Tif, Alger

Le 22 avril 1933, Émile Bouneau épouse Solange Blanc à Paris. Le prix Abd-el-Tif qu'il emporte avec André Hambourg en cette même année 1933 lui vaut un séjour de deux années à la villa Abd-el-Tif à Alger,. « Le choix de ces deux jeunes peintres et des plus heureux, souligne alors la revue L'art et les artistes, car tous deux ont déjà fait montre de tempéraments qui ne pourront que gagner sous la lumière algérienne, tempéraments d'ailleurs très personnels et très différents l'un de l'autre, et qui ont déjà placé Bouneau et Hambourg parmi les espoirs de la peinture française ». Si Émile Bouneau brosse alors des vues d'Alger et de sa région (le site archéologique de Tipaza), sa peinture nous indique qu'il est allé jusqu'à Fès. Un tout jeune écrivain qui s'intéresse à l'art, Albert Camus, donne alors des articles sur la peinture à la revue Alger étudiant et, fréquentant naturellement la villa Abd-el-Tif, cite Émile Bouneau parmi les peintres remarquables de son temps. Selon Élisabeth Cazenave, les deux hommes deviennent amis.
Lors de la Guerre d'Espagne, Émile Bouneau est engagé volontaire dans le camp républicain.
Émile Bouneau a peint des nus, des portraits (comme un Vincent dont la dédicace indique qu'il s'est rendu à Saint-Brevin-les-Pins en 1947) et surtout des paysages, son sujet de prédilection ayant été la forêt de Fontainebleau, offrant à Jean-Pierre Delarge de le situer dans la suite de l'École de Barbizon, avec toutefois une finesse du trait et des à-plats pouvant aller jusqu'à donner une sensation de flou qui, constituant sa personnalité, le détachent de la peinture classique pour le placer dans la modernité.
Mort en 1970, Émile Bouneau est un artiste qui, côtoyant de nombreux pairs plus connus, remarqué des galeristes et des critiques de son temps, cité par Roger Bezombes parmi les acteurs remarquables de l'exotisme dans l'art, a traversé avec discrétion le XXe siècle et en est cependant représentatif. Une exposition rétrospective lui a été consacrée à Paris en 1982.

## Œuvres

### Ouvrage illustré
- Tristan Derème, La libellule verte, Grasset, 1942.
- Marcel Proust, Henri Focillon, François Mauriac, Cahier de la Table Ronde, n° 2, dessins d'Aristide Maillol, Georges Braque, Henry de Waroquier, Émile Bouneau, François Salvat, Roger de La Fresnaye, Éditions de la Table Ronde, avril 1945.
- Élysée Maurice Dufrêne et Léon-Paul Fargue, Oiseaux mes petits frères, Presses d'Ile de France, Collection scouts de France, 1946.
- Gabriel Esquer, Alger et sa région, Arthaud, 1949.
- Honoré de Balzac, Maurice Barrès, Paul Claudel, Colette, Alphonse Daudet, Anatole France, André Gide, Guy de Maupassant, Marcel Proust, Paul Valery, Paysages littéraires (citations illustrées), illustrations d'Émile Bouneau, Yves Brayer, Michel Ciry, François Desnoyer, André Dignimont, André Jacquemein, André Minaux, Pierre Pagès, André Planson, Jacques Thévenet, édité par la Société parisienne d'expansion chimique, vers 1950.
- Émile Bouneau, Dernier portrait du Comte René de Saint-Périer (juillet 1950) in Bulletin de l'association des amis d'Étampes et de sa région, 1951[13].
- Charles Panzéra, L'amour de chanter, préface de Georges Duhamel, H. Lemoine et Cie, Paris, 1957.
- Jacques Gardies, Lac de nuit, frontispice par Émile Bouneau, Éditions H. Gardies-Martelly, Antibes, 1982.

### Gravure
- Portrait d'homme, pointe-sèche, in Trésors des bibliothèques de France, Van Oest éditeur, 1927.
- Le jeune comédien, lithographie, atelier Fernand Mourlot, Paris, 1945.

### Médaille
- Antoine Watteau, bronze, édition de la Monnaie de Paris.
- Conception, bronze, édition de la Monnaie de Paris.

## Expositions

### Expositions personnelles
- Galerie Druet, Paris, 1935.
- Galerie Charpentier, Paris, 1950[14].

### Expositions collectives

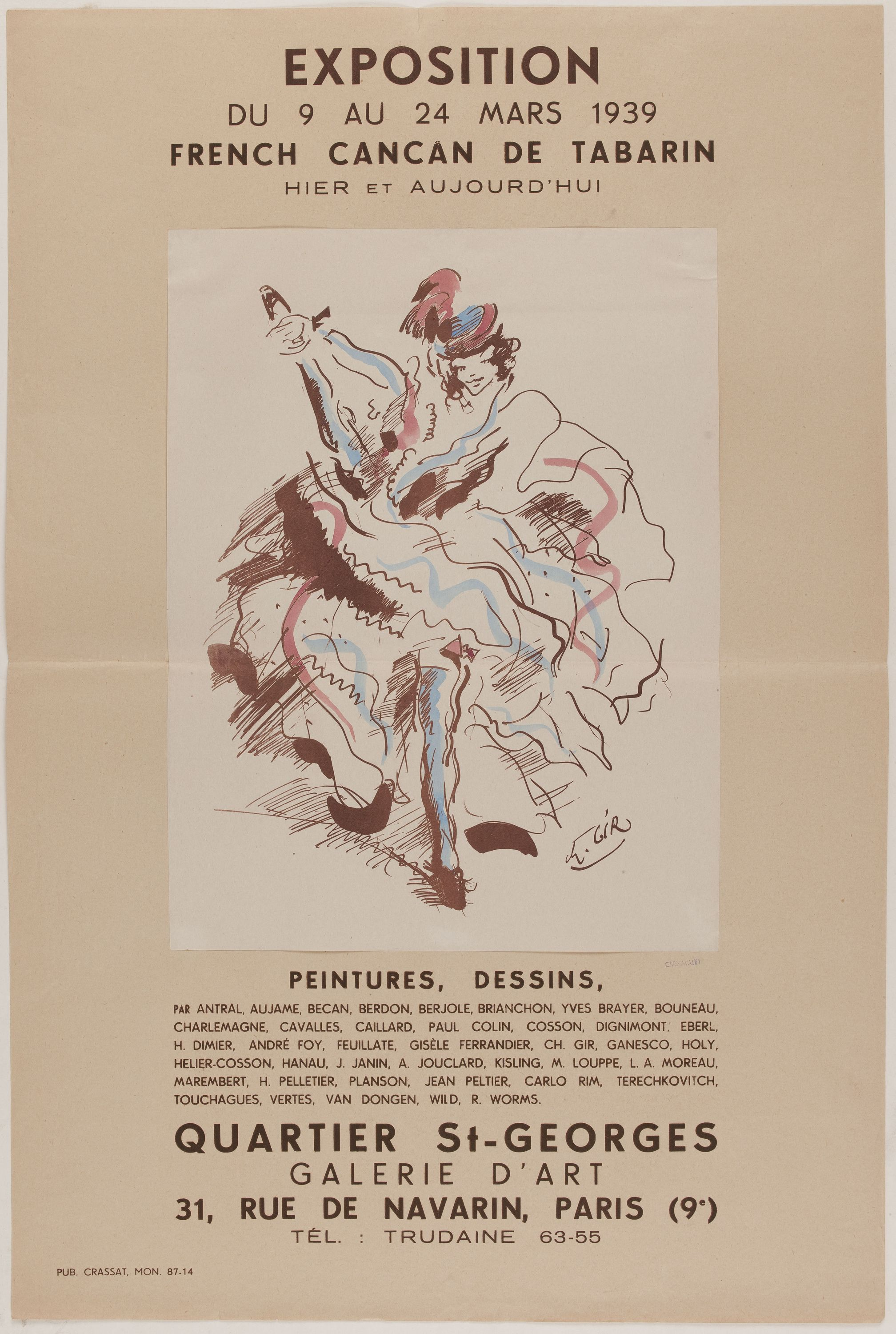
French Cancan de Tabarin hier et aujourd'hui, affiche de l'exposition, 1939

- Salon des Indépendants, Paris, à partir de 1927.
- Exposition de l'Association Florence Blumenthal, Hôtel Jean-Charpentier, 76, rue du Faubourg Saint-Honoré, Paris, mai-juin 1930[15].
- Les pensionnaires de la villa Abd-el-Tif : Émile Bouneau, Richard Maguet, Marcel Damboise, André Hambourg, villa Abd-el-Tif, Alger, 1934[16].
- Septième Exposition de l'Afrique française : Émile Bouneau, Raymond Feuillatte, André Hambourg, Edy Legrand, René Levrel, Albert Marquet, Roger Nivelt, Musée des arts décoratifs, pavillon de Marsan, Paris, juillet-octobre 1935[17],[6].
- Exposition internationale des arts et des techniques dans la vie moderne, Paris, 1937[18].
- Salon d'automne, Paris, 1937[19].
- Exposition française du Caire, Grand Palais du Guezireh, Le Caire, février 1938[20].
- French Cancan de Tabarin hier et aujourd'hui - Jean Aujame, Bécan, Émile Bouneau, Jules Cavaillès, Paul Charlemagne, Paul Colin, André Dignimont, Raymond Feuillatte, André Foy, Charles Gir, Adrienne Jouclard, Kostia Terechkovitch, Louis Touchagues…, Galerie d'art du quartier Saint-Georges, 31 rue de Navarin, Paris, mars 1939.
- Exposition de peinture française contemporaine : Jean Bazaine, Émile Bouneau, Yves Brayer, Christian Caillard, Emmanuel Mané-Katz, Roland Oudot (Association française d'action artistique), Musée Ernst, Budapest, septembre-octobre 1943[21].
- Salon des Tuileries, musée d'Art moderne de la ville de Paris, juin-juillet 1944.

## Réception critique
- « Bouneau, ce poète, ce rêveur qui sait dessiner et qui peint d'une façon immatérielle et harmonisée. » - Michel Florisoone[22]

## Récompenses et distinctions
- Prix Blumenthal en 1928[23].
- Prix Abd-el-Tif en 1933[5].
- Chevalier de la Légion d'honneur[24].

## Collections publiques

### Algérie
- Alger, musée national des Beaux-Arts :
  - Jeune Mauresque ;
  - Alger le matin ;
  - La Baie d'Alger ;
  - Les clowns dans la forêt, huile sur toile 75x105cm (dépôt du Centre national des arts plastiques)[25] ;
  - Neige avenue du Bois de Boulogne, huile sur toile 54x73cm, 1945 (dépôt du Centre national des arts plastiques)[26] ;
  - Clown à l'échelle, dessin 64x50cm, vers 1947 (dépôt du Centre national des arts plastiques)[27].
- Constantine, Musée national Cirta, Noirmoutiers, huile sur toile 60x81cm, 1948 (dépôt du Centre national des arts plastiques)[28].
- Oran, musée national Zabana, Femme endormie, peinture 146x97cm (dépôt du Centre national des arts plastiques)[29].

### Côte d'Ivoire
- Ambassade de France à Abidjan, Les pins en forêt de Fontainebleau, huile sur toile 100x81cm (dépôt de Centre national des arts plastiques)[30].

### États-Unis
- Indianapolis, musée d'Art d'Indianapolis : La Concorde[31].

### France
- Avignon, musée Calvet : Forêt de Fontainebleau, huile et gouache sur carton 83x60cm, (dépôt du Centre national des arts plastiques)[32].
- Cagnes-sur-Mer, château Grimaldi : Le clown.
- Paris :
  - Bibliothèque nationale de France :
    - Portrait de Charles Panzéra, dessin ;
    - Portrait de Madeleine Baillot (Madame Charles Panzéra), dessin.

  - Ministère de la culture, Tête de femme, dessin 47x30cm (dépôt du Centre national des arts plastiques)[33].
  - Musée d'Art moderne de Paris[23].
  - Musée national d'Art moderne :
    - Tête de garçon, dessin 39 × 24 cm, 1929[34] ;
    - Parade (le clown), 1931, huile sur toile, 146 × 89 cm[35].

  - Opéra national de Paris, Forêt, monotype 53x73cm (dépôt du Centre national des arts plastiques)[36].
- Puteaux, Fonds national d'art contemporain :
  - L'homme au balcon, dessin à l'encre 38,5x28,5cm[37] ;
  - Sans titre, quatre panneaux décoratifs (huiles sur toiles) 316x195cm en tout destinés initialement à l'École nationale supérieure des mines de Paris[38] ;
  - Vincent, dessin 59,5x46,5cm, avant 1946[39] ;
  - Clowns musiciens dans la forêt, huile sur toile 75x105cm, 1949[40] ;
  - Flaque de mer, monotype 62x84cm, vers 1950[41] ;
  - Le matador, monotype 83,5x61,5cm, vers 1950[42] ;
  - Neige dans la forêt, huile sur toile 105x75cm, vers 1950[43] ;
  - Paysages de Fontainebleau, deux huiles sur toiles 58x30cm, vers 1960[44],[45].

### Royaume-Uni
- York, York Museums Trust (en) : A small boy in a red shirt[46].

## Collections particulières référencées
- New York, IBM's Art collection : La Porte Ben Djeloud à Fès[8].